# Konkurs Piosenki Eurowizji Junior 2003
1. Konkurs Piosenki Eurowizji Junior odbył się 15 listopada 2003 w Forum w Kopenhadze. Wydarzenie zorganizowała Europejska Unia Nadawców i duński nadawca Danmarks Radio (DR).
W konkursie wzięło udział 16 państw. Zwyciężył Dino Jelusić, reprezentant Chorwacji z utworem „Ti si moja prva ljubav”.

## Powstanie konkursu
Przyjmuje się, że projekt Konkursu Piosenki Eurowizji Junior powstał z lokalnych mających charakter międzynarodowy projektów prowadzonych przez Danmarks Radio i Telewizję Polską. Polski projekt był realizowany w latach 2001–2002 pod nazwą EuroKonkursu w ramach Międzynarodowego Dziecięcego Festiwalu Piosenki i Tańca w Koninie. Równolegle w 2003 duńska stacja Danmarks Radio (DR) zrezygnowała z udziału w konkursie piosenki dla dzieci, który stworzyła trzy lata wcześniej a który to w 2002 z typowo krajowego konkursu rozrósł się do Dziecięcego Festiwalu Piosenki Nordyckiej, zwanego MGP Nordic.
Europejska Unia Nadawców (EBU) postanowiła wówczas wykorzystać pomysły DR i TVP, rozważając organizację europejskiego konkursu piosenki dla dzieci, w którym będą mogli uczestniczyć aktywni nadawcy wszystkich krajów członkowskich organizacji. 

## Lokalizacja

### Miejsce organizacji
Jubileuszowy Konkurs Piosenki Eurowizji Junior został zorganizowany w Kopenhadze. Transmisja na żywo odbyła się wówczas z hali Forum Copenhagen w sobotę 15 listopada.

### Proces wyboru miejsca organizacji

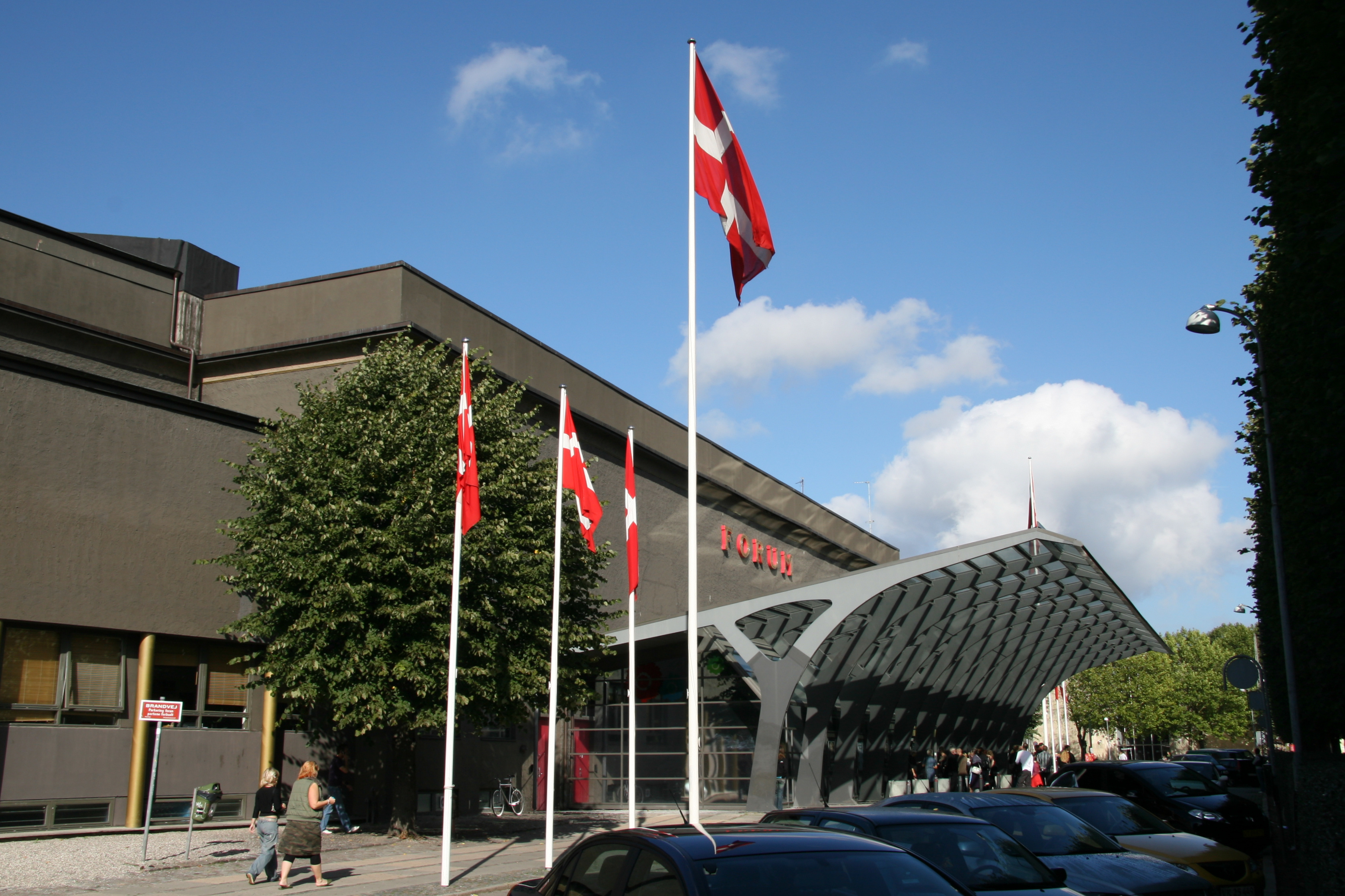
Forum Copenhagen, miejsce organizacji konkursu

27 listopada 2002 Europejska Unia Nadawców ogłosiła, że wybrała Danię na organizatora pierwszego konkursu, biorąc pod uwagę ich „doświadczenie w organizacji konkursów”. 
8 stycznia 2003 ujawniono, że konkurs odbędzie się w arenie Forum w Kopenhadze która może pomieścić do 8 tys widzów.

## Organizacja

### Prowadzący i goście specjalni
W lutym pojawiły się spekulacje dotyczące nazwiska prowadzącego pierwszy finał Konkursu Piosenki Eurowizji Junior. EBU początkowo poinformowała o możliwym przydzieleniu tej funkcji Ronanowi Keatingowi. 7 października oficjalnie ogłoszono, że koncert poprowadzą Camilla Ottesen i raper Remee.
Muzycznymi gośćmi specjalnymi podczas koncertu były zespoły Busted oraz Sugababes, które zaprezentowały swoje utwory podczas przerwy przeznaczonej na głosowanie telewidzów. Wcześniej zaproszenie od stacji DR odrzucili m.in. Robbie Williams, Justin Timberlake czy Britney Spears, która jednak przekazała nadawcy krótkie wideo-pozdrowienia dla uczestników konkursu, podobnie jak Avril Lavigne, Pink oraz zespół R.E.M.; nagrania wyemitowano po prezentacji konkursowej wszystkich piosenek.
Producentem wydarzenia został Preben Vridstoft, natomiast koordynatorem – Jeroen Depraetere.
Wytwórnia płytowa EMI zapowiedziała, że wyda zwycięski utwór w formie singla i rozdystrybuuje go w Europie. 
We wrześniu w Kopenhadze odbyło się spotkanie szefów delegacji wszystkich uczestniczących w konkursie państw z EBU; podczas dwudniowego zjazdu ustalono m.in. pozycje startowe reprezentantów. Miesiąc później EBU opowiedziała o konkursie na corocznej konferencji MIPCOM, mającej na celu promocję nowych formatów telewizyjnych i filmach.
Dwa tygodnie przed rozegraniem finału konkursu duński nadawca publiczny Danmarks Radio, odpowiedzialny za przygotowanie konkursu, zaczął transmisję wszystkich konkursowych teledysków: pierwsze osiem piosenek zostało zaprezentowanych 1 listopada, pozostałe osiem – tydzień później. 11 listopada, na tydzień przed rozstrzygnięciem finału konkursu, rozpoczęły się sceniczne próby techniczne i kamerowe wszystkich uczestników konkursu. 
Koncert finałowy transmitowany był przez belgijską firmę Alfacam, która zapewniła prezentację wydarzenia w formacie 16:9, dostępnego w krajach Europy Zachodniej. Był to tym samym pierwszy konkurs organizowany pod szyldem Eurowizja, który był pokazany w takiej rozdzielczości. Po finale EBU wydała zapis koncertu finałowego na albumie DVD.

#### Reakcja uczestników na wyniki
Niedługo po finale konkursu zdobywcy ostatniego i przedostatniego miejsca, tj. Katarzyna Żurawik z Polski i zespół Honeypies ze Szwecji, negatywnie zareagowali na swoje wyniki. Producent wykonawczy konkurs Preben Vridstoft początkowo uznał, że „dzieci wprowadziły negatywną atmosferę za kulisami, powodując wśród innych uczestników poczucie winy”, jednak później przyznał, iż „musi być lepsza taktyka na przejście przez głosowanie finałowe. (...) Oczywiście, dzieci startują także podczas zawodów sportowych i tam też przegrywają, jednak Konkurs Piosenki Eurowizji Junior nie powinien być wydarzeniem, podczas którego któreś dziecko miałoby się poczuć gorsze lub mniej utalentowane”. Podczas przyjęcia zorganizowanego na zakończenie konkursu obecni byli zarówno członkinie grupy Honeypies, jak i Żurawik, która – jak stwierdził Vridstoft – „sprawiała wrażenie nieszczęśliwej i smutnej”, co podsumował stwierdzeniem, iż „melancholia jest jakby częścią polskiego charakteru. Polacy przecierpieli przez ostatnie wieki do tego stopnia, że teraz jakby lubią stan melancholii”.

## Kraje uczestniczące
W konkursie wzięli udział nadawcy publiczni z 16 krajów. Chęć wystartowania w wydarzeniu rozważały też telewizje z Izraela, Niemiec i Słowacji, jednak ostatecznie nie wystawiły swoich reprezentantów.

### Finał
Kolejność startowa finału została udostępniona przez EBU we wrześniu 2003 roku podczas spotkania szefów delegacji państw uczestniczących. 
| Lp. | Kraj               | Wykonawca          | Utwór                    | Język        | Miejsce | Punkty |
| --- | ------------------ | ------------------ | ------------------------ | ------------ | ------- | ------ |
| 1   | Grecja             | Nikolas Ganopulos  | „Fili ja panda”          | grecki       | 8       | 53     |
| 2   | Chorwacja          | Dino Jelusić       | „Ti si moja prva ljubav” | chorwacki    | 1       | 134    |
| 3   | Cypr               | Theodora Rafti     | „Mia efi”                | grecki       | 14      | 16     |
| 4   | Białoruś           | Wołha Saciuk       | „Tantsuy”                | białoruski   | 4       | 103    |
| 5   | Łotwa              | Dzintars Cica      | „Tu esi vasarā”          | łotewski     | 9       | 37     |
| 6   | Macedonia Północna | Marija i Viktorija | „Ti ne me poznavaš”      | macedoński   | 12      | 19     |
| 7   | Polska             | Katarzyna Żurawik  | „Coś mnie nosi”          | polski       | 16      | 3      |
| 8   | Norwegia           | 2U                 | „Sinnsykt gal forelsket” | norweski     | 13      | 18     |
| 9   | Hiszpania          | Sergio             | „Desde el cielo”         | hiszpański   | 2       | 125    |
| 10  | Rumunia            | Bubu               | „Tobele sunt viața mea”  | rumuński     | 10      | 35     |
| 11  | Belgia             | X!NK               | „De vriendschapsband”    | niderlandzki | 6       | 83     |
| 12  | Wielka Brytania    | Tom Morley         | „My Song for the World”  | angielski    | 3       | 118    |
| 13  | Dania              | Anne Gadegaard     | „Arabiens drøm”          | duński       | 5       | 93     |
| 14  | Szwecja            | The Honeypies      | „Stoppa mig”             | szwedzki     | 15      | 12     |
| 15  | Malta              | Sarah Harrison     | „Like a Star”            | angielski    | 7       | 56     |
| 16  | Holandia           | Roel Felius        | „Mijn ogen zeggen alles” | niderlandzki | 11      | 23     |

## Wyniki

### Głosowanie
| Uczestnicy         | Suma punktów | Grecja | Chorwacja | Cypr | Białoruś | Łotwa | Macedonia Północna | Polska | Norwegia | Hiszpania | Rumunia | Belgia | Wielka Brytania | Dania | Szwecja | Malta | Holandia |
| Grecja             | 53           |        | 7         | 12   | 1        | 5     | 1                  | 1      | 7        |           | 5       | 2      | 7               | 1     | 3       |       | 1        |
| Chorwacja          | 134          | 10     |           | 8    | 10       | 8     | 12                 | 10     | 12       | 2         | 12      | 8      | 8               | 8     | 8       | 8     | 10       |
| Cypr               | 16           | 12     |           |      |          |       |                    |        | 1        |           |         |        | 3               |       |         |       |          |
| Białoruś           | 103          | 5      | 12        | 6    |          | 10    | 10                 | 12     | 10       | 1         | 7       | 5      | 5               | 4     | 7       | 6     | 3        |
| Łotwa              | 37           |        | 5         |      | 8        |       | 4                  | 3      | 3        |           | 1       | 3      | 1               |       |         | 3     | 6        |
| Macedonia Północna | 19           |        | 10        |      | 2        |       |                    |        |          |           |         |        |                 |       | 1       | 2     | 4        |
| Polska             | 3            |        |           |      | 3        |       |                    |        |          |           |         |        |                 |       |         |       |          |
| Norwegia           | 18           |        | 1         |      |          | 3     | 2                  |        |          | 5         |         |        |                 | 3     | 4       |       |          |
| Hiszpania          | 125          | 8      | 8         | 10   | 6        | 12    | 8                  | 8      | 6        |           | 8       | 10     | 12              | 6     | 6       | 10    | 7        |
| Rumunia            | 35           | 4      |           | 5    |          | 2     | 5                  | 2      |          | 6         |         | 6      |                 |       |         | 5     |          |
| Belgia             | 83           | 3      | 6         | 2    | 7        | 4     | 6                  | 6      | 4        | 8         | 3       |        | 6               | 7     | 5       | 4     | 12       |
| Wielka Brytania    | 118          | 7      | 4         | 7    | 12       | 7     | 3                  | 7      | 5        | 10        | 10      | 4      |                 | 12    | 10      | 12    | 8        |
| Dania              | 93           | 6      | 2         | 4    | 5        | 6     | 7                  | 5      | 8        | 12        | 6       | 7      | 4               |       | 12      | 7     | 2        |
| Szwecja            | 12           |        |           | 1    |          |       |                    |        | 2        | 3         |         |        |                 | 5     |         | 1     |          |
| Malta              | 56           | 2      | 3         | 3    | 4        | 1     |                    | 4      |          | 7         | 4       | 1      | 10              | 10    | 2       |       | 5        |
| Holandia           | 23           | 1      |           |      |          |       |                    |        |          | 4         | 2       | 12     | 2               | 2     |         |       |          |

## Pozostałe kraje
Aby kraj kwalifikował się do potencjalnego udziału w Konkursie Piosenki Eurowizji Junior, musi być aktywnym członkiem Europejskiej Unii Nadawców. Nie wiadomo, czy Europejska Unia Nadawców wysyła zaproszenia do udziału wszystkim pięćdziesięciu sześciu aktywnym członkom, tak jak ma to miejsce w kwestii Konkursu Piosenki Eurowizji.

### Aktywni Członkowie EBU
- Finlandia – początkowo fiński nadawca Yle wyraził zainteresowanie udziałem w konkursie. Ostatecznie nadawca nie wziął udziału, ale transmitował konkurs[38].
- Niemcy – niemiecki nadawca KiKa był jednym z wylosowanych krajów do udziału w konkursie[39], jednak ogłosili wycofanie się z debiutu w konkursie i transmitowali go[38].
- Irlandia – irlandzki nadawca Raidió Teilifís Éireann (RTE) wstępnie złożył wniosek o debiut w konkursie[40]. Ostatecznie państwo nie znalazło się na liście krajów uczestniczących.

## Oglądalność
Oprócz nadawców wszystkich 16 krajów uczestniczących w konkursie, transmisję z finału zapewniły swoim widzom stacje telewizyjne z Estonii, Finlandii, Serbii i Czarnogóry, Kosowa, Niemiec i Australii. Finał konkursu obejrzało m.in. ok. ponad 1,3 mln widzów w Belgii (co dało krajowemu nadawcy 52,6% na rynku), 1,06 mln mieszkańców Holandii (7,2% udziału na rynku) oraz 1,384 mln widzów w Danii.